# Gernach
Gernach ist ein Gemeindeteil der Gemeinde Kolitzheim im unterfränkischen Landkreis Schweinfurt in Bayern.

## Geografische Lage
Das Kirchdorf Gernach ist umgeben von einer abwechslungsreichen Landschaft aus Wäldern, kleinen Seen und Ackerland. Besonders die Sonderkultur Spargel und der Obstanbau sind hier beheimatet. Den für Franken typischen Weinanbau findet man in den umliegenden Dörfern.

## Geschichte
Der Ort wurde erstmals in einer Urkunde vom 7. Juli 1069 erwähnt. Hierin übergaben der Markgraf Hermann von Habsberg und dessen Gattin Alberada das Dorf an die Augustinerpropstei in Heidenfeld. Bereits im Jahr 1141 erhielt „Gerneche“ eine eigene Pfarrei, mit dem 5. Dezember erfolgte die Abtrennung von Wipfeld. Vermutlich war das Dorf zusammen mit Garstadt und Hirschfeld ein bedeutendes Jagdgebiet, der Name leitet sich wohl vom Jagdgarn („gernahi“) ab. Neunzig Jahre später wurde auch die Vogtei von den Herren von Speckfeld an die Heidenfelder Mönche veräußert. Mit Unterbrechungen verblieb Gernach bis zur Säkularisation im 19. Jahrhundert Teil des Klosterbesitzes.
Im Zuge der Gebietsreform in Bayern wurde Gernach am 1. Mai 1978 nach Kolitzheim eingemeindet.

## Baudenkmäler

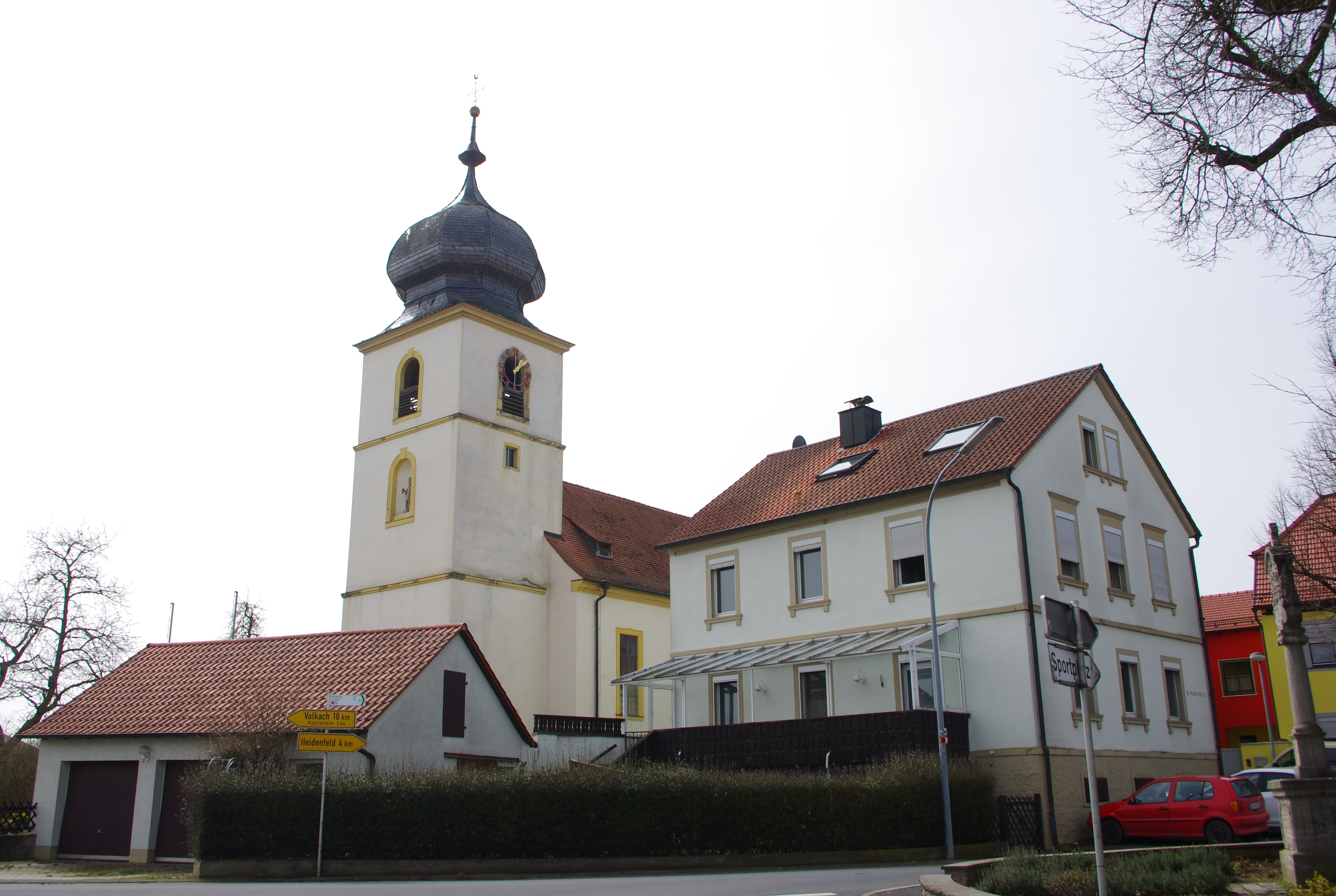
Die Kirche St. Ägidius in Gernach

Den Mittelpunkt des Dorfes bildet die katholische Filialkirche St. Ägidius. Den Turm ließ im Jahr 1614 Fürstbischof Julius Echter von Mespelbrunn neu aufrichten, das Langhaus entstand im Jahr 1787 neu. Viele Elemente der Ausstattung gehen auf den Würzburger Bildhauer Johann Peter Wagner zurück. Die Orgel wurde zwar im Jahr 1968 mit einem neuen Werk ausgestattet, allerdings hat sich der Prospekt aus der Zeit um 1730 erhalten.
Ein weiteres kleines Gotteshaus ist die sogenannte Waldkapelle am Ortsrand; sie wird auch Wolfskapelle genannt. Sie geht auf die Stiftung eines Paters von Heidenfeld zurück. Im Jahr 1850 wurde die Kapelle abgerissen und durch einen Bildstock ersetzt. Heute befindet sich dort ein Bau aus dem Jahr 1950. Eine Holzpietà stammt aus dem Jahr 1845. Ganz in der Nähe befindet sich ein sogenannter Kreuzschlepper, der kreuztragende Christus, aus dem 18. Jahrhundert.
Als katholisches Kirchdorf gibt es in und um Gernach viele Bildstöcke und Kleindenkmäler aus verschiedenen Jahrhunderten. Die ältesten dieser Glaubensdenkmäler gehen auf das 17. Jahrhundert zurück, während die jüngsten im 20. Jahrhundert entstanden.